# 내일로미래로
내일로미래로는 대한민국의 정당이다.
창당 당시에는 충청도를 기반으로  충청의미래당으로 창당하여 대한민국 제21대 국회의원 선거에 참가하였으나 모두 낙선하였다. 선거가 끝난 후에 신자유민주연합으로 당명을 변경하였다.
이후 2021년 재보궐선거에서 배영규 후보가 서울특별시장 보궐선거에 출마했으나 634표로 12명 중 최하위로 낙선하였으며, 제20대 대통령 선거에서는 김경재가 출마하였으나 낙선하였다. 선거가 끝난 뒤, 도로 충청의미래당으로 당명을 환원하였다. 이후 2023년에는 신한반도평화체제당과 합병하였다.

## 주요 선거 결과

### 대통령 선거
| 연도   | 선거  | 후보자 | 득표    | 득표율         | 결과 | 당락 |
| ------ | ----- | ------ | ------- | -------------- | ---- | ---- |
| 2022년 | 20대  | 김경재 | 8,317표 | \| \| 0.02% \| | 11위 | 낙선 |
|        | 0.02% |        |         |                |      |      |

### 국회의원 선거
|  | 0% |

|  | 0.03% |

|  | 0% |

|  | 0% |

|  | 0.03% |

|  | 0% |

### 지방선거
|  | 0% |

|  | 0% |

|  | 0% |

|  | 0% |